# Ibn Zàmrak
Abu-Abd-Al·lah Muhàmmad ibn Yússuf ibn Muhàmmad ibn Àhmad as-Surayhí (àrab: أبو عبد الله محمد بن يوسف بن محمد بن أحمد الصريحي, Abū ʿAbd Allāh Muḥammad b. Yūsuf b. Muḥammad b. Aḥmad aṣ-Ṣurayḥĩ), més conegut com a Ibn Zàmrak (o Ibn Zúmruk) (àrab: ابن زمرك, Ibn Zamrak) (Granada, 1333 - entre 1394 i 1408), fou un poeta i visir de Granada.
Era d'origen humil però va estudiar dur i es va formar amb els millors mestres, i va estudiar especialment amb Ibn al-Khatib. Aquest fou secretari del visir Abu-l-Hàssan Alí al-Jayyab i quan aquest va morir de la pesta el gener del 1349 va ocupar les funcions de kàtib al-inxà o cap de la cancelleria reial, amb títol de visir, posició que va conservar sota Muhàmmad V, i va donar protecció a Ibn Zàmrak que a la seva ombra va fer carrera administrativa.
Quan Muhàmmad V fou enderrocat el 1358/1359, Ibn al-Khatib i Ibn Zàmrak, el van seguir al seu exili a Fes, al Marroc, on foren acollits pel sultà Abu-Sàlim. Allí va seguir els seus estudis i es va dedicar a compondre poesies. Quan Muhàmmad V va retornar al tron el març/abril del 1362, va tornar a Granada i va ser nomenat el seu secretari particular (katib sirrih) a petició d'Ibn al-Khatib que havia recuperat el seu càrrec de visir. Durant els següents anys va fer sovint el paper de poeta de la cort.
Al cap d'uns anys, assassinat el sultà del Marroc Abu-Sàlim (1361) i per la complicada política de Granada, Ibn al-Khatib es va sentir amenaçat i va abandonar el regne i es va traslladar al Marroc, on fou acollit pel sultà marínida Abu-Faris Abd-al-Aziz (1366-1372); llavors Ibn Zàmrak fou nomenat visir al seu lloc.
Sota el breu regnat del seu fill Abu-Zayyan Muhàmmad IV as-Saïd es va rebutjar la petició de Muhàmmad V de Granada per l'entrega d'Ibn al-Khatib, en la qual insistia especialment Ibn Zàmrak que el veia com a potencial rival; quan Muhàmmad as-Saïd fou destronat i va pujar al tron Abu-l-Abbas Àhmad ibn Abi-Sàlim (1372-1374) la situació va canviar; un dels principals càrrecs del nou règim fou Sulayman ibn Dawud, enemic personal d'Ibn al-Khatib, que el va fer empresonar, i a petició d'Ibn Zàmrak, el visir de Granada, fou jutjat per una comissió granadina, i encara que no hi va haver sentència definitiva fou finalment assassinat el maig/juny del 1375. Des d'aquest moment Ibn Zàmrak ja no tenia cap possible rival.
A la mort de Muhàmmad V el 1391 el va succeir el seu fill Yússuf II, que va destituir a Ibn Zàmrak i el va fer tancar durant dos anys a la ciutadella d'Almeria, però el 1392 el va restablir com a visir el nou rei Muhàmmad VII al-Mustaín (1392-1408) que el va destituir al cap de poc i el va substituir per Muhàmmad ibn Àssim, però per poc temps, ja que el 1393 tornava a ser visir. En una data desconeguda posterior, fou assassinat per orde del rei.
El seu diwan s'ha perdut, però bon nombre dels seus poemes foren conservats per Ibn al-Khatib i reproduïts per al-Maqqarí.